# Pitirim Sorokin
Pitirim Aleksandrowicz Sorokin (ros. Питири́м Алекса́ндрович Соро́кин; ur. 21 stycznia?/2 lutego 1889 we wsi Turia na północ od Syktywkaru w guberni wołogodzkiej, zm. 10 lutego 1968 w Winchester) – rosyjski socjolog, mieszkający przez większość życia w Stanach Zjednoczonych.

## Życie i działalność
Urodził się w 1889 roku we wsi Turia (obecnie rejon kniażpogostski Republiki Komi), w latach 1907–1922 mieszkał w Petersburgu, gdzie studiował psychologię na Petersburskim Uniwersytecie Państwowym (był uczniem m.in. Leona Petrażyckiego). W 1906 wstąpił do Partii Socjalistów-Rewolucjonistów (eserowców). W grudniu 1906 aresztowany za działalność rewolucyjną, uwięziony na trzy miesiące, później pod nadzorem policji. Po rewolucji lutowej i obaleniu caratu aktywny politycznie. Był redaktorem naczelnym organu eserowców Дело народа, od lipca 1917 sekretarzem Aleksandra Kiereńskiego jako premiera Rządu Tymczasowego. W listopadzie 1917 w demokratycznych wyborach wybrany na deputowanego do Konstytuanty z listy eserowców. Po zakończeniu wojny domowej w Rosji postanowieniem Kolegium OGPU z 26 września 1922 deportowany z RFSRR wraz z grupą niebolszewickich intelektualistów rosyjskich. Po krótkim pobycie w Berlinie i Pradze, gdzie redagował pismo Крестьянская Россия, wyemigrował w 1923 roku do USA. W latach 1924–1930 był profesorem socjologii na University of Minnesota w Minneapolis. W 1930 uzyskał naturalizację i został profesorem Uniwersytetu Harwarda w Cambridge. Zorganizował tam pierwszą katedrę socjologii i został jej kierownikiem. Pracował tam aż do odejścia na emeryturę w 1964 roku, zmarł cztery lata później w Winchester (stan Massachusetts).

## Koncepcje i poglądy
Miał rozległe zainteresowania naukowe, które obejmowały problematykę wsi i miasta, dynamiki społecznej, stratyfikacji społecznej, ruchliwości społecznej, wojny oraz rewolucji. Sorokin był także współtwórcą socjologii wsi.
Zdaniem Sorokina socjologia powinna przyjąć podejście „integralistyczne”, czyli socjolog powinien obok badań empirycznych i racjonalnych spekulacji również posłużyć się w swych pracach także ponadracjonalnym czynnikiem intuicji, emocji i geniuszu. Powinien on mieć szeroką erudycję historyczną i umieć wykorzystać ją do analizy współczesnych mu społeczeństw.
Sorokin zwracał uwagę na to, że świat społeczny ma dwoistą naturę, zarazem społeczną i kulturową. Społeczeństwo to sieć interakcji, natomiast kultura to znaczenia, normy, wartości i ich materialne nośniki. Bez regulacji kulturowej życie społeczne nie byłoby możliwe.
W swojej pracy Social and Cultural Dynamics (Dynamika społeczeństw i kultury) sklasyfikował społeczeństwa według ich mentalności kulturowej, która może być ideacyjna (rzeczywistość ma charakter duchowy), odczuciowa (rzeczywistość ma charakter materialny) lub idealistyczna (stanowi syntezę dwóch wyżej wymienionych mentalności). Zasugerował, że główne cywilizacje ewoluują przechodząc kolejno przez powyższe typy mentalności kulturowej: ideacyjny, idealistyczny i odczuciowy. Każda z tych faz rozwoju kulturowego stara się nie tylko opisać naturę rzeczywistości, ale także określa ludzkie potrzeby, cele i to w jakiej rozciągłości mają one być zaspokojone czy zrealizowane. Sorokin zinterpretował współczesną cywilizację zachodnią jako cywilizację odczuciową oddaną postępowi technicznemu. Prorokował jej przejście w okres schyłkowy, a następnie wyłonienie się nowej ery ideacyjnej lub idealistycznej.

## Wybrane publikacje
- The Sociology of Revolution (1925)
- Social Mobility (1927)
- Contemporary Sociological Theories (1928) – podręcznik
- Social and Cultural Dynamics (t. 1–4 1937–41)
- Society, Culture and Personality (1947)
- Sociological Theories of Today (1966)

## Tłumaczenia prac na j. polski
Ruchliwość społeczna, Warszawa 2009, Wydawnictwo IFiS PAN, s. 540, ISBN 978-83-7683-002-5 (Social Mobility 1927)